# 급진 정통주의
급진 정통주의(radical orthodoxy)란 현대주의 철학의 패러다임을 거부하고 포스트모던 철학을 사용하는 기독교 신학과 철학 학파이다. 이 운동은 존 밀뱅크 (John Milbank)와 다른 사람들에 의해 설립되었으며, 1999년 루트렛지 (Routledge)에 의해 출판 된 수필집의 제목에서 이름을 따 왔다 : <급진 정통주의 : 새로운 신학>이다. Milbank, Catherine Pickstock 및 Graham Ward이 편집위원이었다. 비록 이들이 이 운동의 주된 창설자들 이었지만, 급진 정통주의는 교회의 전통에서 많은 신학자들을 포함한다.

## 주된 사상
밀뱅크는 급진적 정통을 7가지 상호 연관된 주요 사상으로 요약했다.
신앙과 이성 또는 이성과 계시를 완전히 구분하는 것을 부정하고 오히려 인간의 지식은 신적 진리에 의해 조명되는 한에서만 지식이라는 것. 모든 창조물은 하나님의 존재에 참여하는 것으로만 이해할 수 있으며, 따라서 우리가 완전히 이해하지 못하더라도 하나님의 본질을 엿볼 수 있다. 인간의 구성물(예: 문화, 공동체, 언어, 역사, 기술) 또한 하나님의 존재에 참여한다. 신학은 "진리에 대한 부수적인 것"도 아니고 "진리에 대한 장벽"도 아니다. 신학은 궁극적으로 하나님께 속한 "인간과 신성한 일 사이의 협력"인 신학을 통해 기능한다. 이 작업(과 그 교환)을 전례라고 하는데, 여기서 "집단적인 인간 행동이 신적 강림을 초대"한다. 포스트모던 허무주의에 대한 거부로, "절대적으로 확실한 직관적 존재"에는 진리의 근거가 없기 때문에 처음부터 진리 같은 것은 없다고 결론짓는다. 급진적 정통주의는 진리에는 절대적 근거나 유한한 확실성이 없다는 것을 인정하지만, 이러한 근거의 부재를 유한한 것을 영원한 것을 지향하는 것으로 일는다. 따라서 합리주의는 인간을 진리의 중재자로 만들어 성육신하신 하나님의 영원한 진리에 대한 계시와 모순되기 때문에 문제가 된다. 이것은 모든 역사에서 볼 수 있지만 교회에서 가장 중심적으로 나타난다. "신이 없으면 사람들은 사물의 중심에 무가 있다고 봅니다. 그들은 삶보다 죽음을 더 실재하는 것으로 여깁니다. 이는 '모든 것은 썩는다'에서처럼 육체는 공허해지고 추상화가 진정한 영원한 현실이 된다는 것을 의미합니다. 초월에 대한 믿음과 초월에 대한 참여만이 실제로 물질과 육체의 실재를 확보합니다. 신은 육체를 초월하지만, 그 자체로 육체보다 훨씬 더 육체입니다. 따라서 급진적 정교회는 신체, 성, 감각, 미적 가치에 대한 가치를 주장하면서 동시에 "이러한 가치를 보존하기 위해서는 신을 지향하는 신체의 엄격한 훈련으로서의 금욕주의가 필요하다"고 주장합니다. 인간은 또한 자연과 다른 인간의 존재에 참여합니다. 이 때문에 구원은 공동체적인 것만큼이나 우주적인 것입니다. 구원은 "공포와 고통으로부터 자연을 최대한의 조화와 아름다움으로 해방"하고 "참된 미덕과 우수성에 대한 공통의 인식에 기초하여" 인간 간의 최대한의 민주적이고 사회주의적인 협력을 가져옵니다. 이를 위해 교회는 완전히 실현된 하나님 나라를 예고한다. 그 기저에는 "과학의 여왕" 또는 가능한 모든 인간 지식의 최고봉으로서의 신학으로의 복귀와 고대 및 중세 정통 신학의 포스트모던적 재확인하였다.

## 영향들
앙리 드 뤼박의 자연과 은총의 구별에 대한 신학적 작업은 존재론의 설명에서 이운동의 영향력이었다. 한스 우르스 폰 발타자르의 신학적 미학과 문학적 비평도  영향을 주었다. 자유주의에 대한 강한 비평이 급진적 정통의 대부분에서 발견되는데, 바로 카를 바르트의 영향을 보여준다. 옥스포드운동과 케임브리지 플라톤 학파도 이운동에 영향을 주었다.

## 같이 보기
- 신정통주의
- 신 수행주의
- 고전정통주의
- 포스트모던 신학